# Cruz del Eje (departamento)
Cruz del Eje é um departamento da Argentina, localizado na província de Córdova. Possuía, em 2019, 67.664 habitantes.